# Tournoi de tennis de Buenos Aires (Challenger)
Ne doit pas être confondu avec Tournoi de tennis de Buenos Aires.
Le Racket Club Open est un tournoi international de tennis masculin faisant partie de l'ATP Challenger Tour ayant lieu tous les ans à Buenos Aires (Argentine). Il a été créé en 2016 et se joue sur les courts en terre battue du Racquet Club.
Ce tournoi fait suite à plusieurs autres tournois de niveau Challenger qui se sont déroulés sous différentes appellations et avec des organisateurs divers dans la capitale argentine depuis 1997. Pour l'année 2014, le tournoi de Córdoba le remplace.
Il existe également un tournoi ATP de Buenos Aires organisé depuis 1968.

## Palmarès

### Simple
| Année     | Nom du tournoi                         | Dotation                               | Vainqueur                              | Finaliste                              | Score                                  |
| --------- | -------------------------------------- | -------------------------------------- | -------------------------------------- | -------------------------------------- | -------------------------------------- |
| 1997      |                                        | 100 000 $                              | Franco Squillari                       | Diego Moyano                           | 6-1, 6-4                               |
| 1998      |                                        | 100 000 $                              | Younès El Aynaoui                      | Alberto Martín                         | 7-6, 6-1                               |
| 1999      | Copa Ericsson Argentina                | 100 000 $                              | Franco Squillari                       | Hernán Gumy                            | 5-7, 6-1, 6-4                          |
| 2000      | Copa Ericsson Argentina                | 100 000 $                              | Guillermo Coria                        | Alberto Berasategui                    | 6-1, 4-6, 6-4                          |
| 2001      | Copa Ericsson Argentina                | 75 000 $                               | Agustín Calleri                        | David Nalbandian                       | 3-6, 6-1, 6-3                          |
| 2002-2003 | Pas de tournoi                         | Pas de tournoi                         | Pas de tournoi                         | Pas de tournoi                         | Pas de tournoi                         |
| 2004      | Copa Petrobras                         | 50 000 $                               | Oliver Marach                          | Diego Moyano                           | 6-2, 6-3                               |
| 2005      | Copa Petrobras                         | 100 000 $                              | Carlos Berlocq                         | Diego Hartfield                        | 7-5, 3-6, 6-4                          |
| 2006      | Copa Petrobras                         | 75 000 $                               | Guillermo Cañas                        | Martín Vassallo Argüello               | 6-3, 6-4                               |
| 2007      | Copa Petrobras                         | 75 000 $                               | Sergio Roitman                         | Marcos Daniel                          | 6-1, 6-4                               |
| 2008      | Copa Petrobras                         | 75 000 $                               | Martín Vassallo Argüello               | Rubén Ramírez Hidalgo                  | 6-3, 4-6, 7-5                          |
| 2009      | Copa Petrobras                         | 75 000 $                               | Horacio Zeballos                       | Gastón Gaudio                          | 6-2, 3-6, 6-3                          |
| 2010_1    | Copa Petrobras                         | 75 000 $                               | Máximo González                        | Pablo Cuevas                           | 6-4, 6-3                               |
| 2010_2    | Copa Topper                            | 75 000 $                               | Diego Junqueira                        | Juan Pablo Brzezicki                   | 6-2, 6-1                               |
| 2011      | Copa Topper                            | 75 000 $                               | Carlos Berlocq                         | Gastão Elias                           | 6-1, 7-63                              |
| 2012      | Copa Topper                            | 75 000 $                               | Diego Schwartzman                      | Guillaume Rufin                        | 6-1, 7-5                               |
| 2013      | Copa Topper                            | 75 000 $                               | Pablo Cuevas                           | Facundo Argüello                       | 7-66, 2-6, 6-4                         |
| 2014      | Pas de tournoi                         | Pas de tournoi                         | Pas de tournoi                         | Pas de tournoi                         | Pas de tournoi                         |
| 2015      | Copa Fila                              | 50 000 $                               | Kyle Edmund                            | Carlos Berlocq                         | 6-0, 6-4                               |
| 2016_1    | Racket Club Open                       | 50 000 $                               | Facundo Bagnis                         | Arthur De Greef                        | 6-3, 6-2                               |
| 2016_2    | Copa Fila                              | 50 000 $                               | Renzo Olivo                            | Leonardo Mayer                         | 2-6, 7-63, 7-63                        |
| 2017      | Copa San Cristobal Fila                | 50 000 $                               | Nicolás Kicker                         | Horacio Zeballos                       | 65-7, 6-0, 7-5                         |
| 2018      | Challenger de Buenos Aires             | 50 000 $                               | Pablo Andújar                          | Pedro Cachín                           | 6-3, 6-1                               |
| 2019      | Challenger de Buenos Aires             | 54 160 $                               | Sumit Nagal                            | Facundo Bagnis                         | 6-4, 6-2                               |
| 2020      | Édition annulée (pandémie de Covid-19) | Édition annulée (pandémie de Covid-19) | Édition annulée (pandémie de Covid-19) | Édition annulée (pandémie de Covid-19) | Édition annulée (pandémie de Covid-19) |
| 2021      | Challenger de Buenos Aires             | 52 080 $                               | Sebastián Báez                         | Thiago Monteiro                        | 6-4, 6-0                               |
| 2022_1    | Challenger Dove Men+Care TC Argentino  | 37 520 $                               | Francisco Comesaña                     | Mariano Navone                         | 6-4, 6-0                               |
| 2022_2    | Challenger de Buenos Aires             | 53 120 $                               | Juan Manuel Cerúndolo                  | Camilo Ugo Carabelli                   | 6-4, 2-6, 7-5                          |

### Double
| Année     | Nom du tournoi                        | Vainqueurs                                      | Finalistes                                   | Score             |                |
| --------- | ------------------------------------- | ----------------------------------------------- | -------------------------------------------- | ----------------- | -------------- |
| 1997      |                                       | Diego del Río Daniel Orsanic                    | Pablo Albano Luis Lobo                       | 6-4, 4-6, 6-1     |                |
| 1998      |                                       | Guillermo Cañas Martín García                   | Alberto Martín Salvador Navarro              | 6-7, 6-1, 6-4     |                |
| 1999      | Copa Ericsson Argentina               | Guillermo Cañas Martín García                   | Paul Rosner Dušan Vemić                      | 6-4, 6-4          |                |
| 2000      | Copa Ericsson Argentina               | Pablo Albano Lucas Arnold Ker                   | Sergio Roitman Andrés Schneiter              | 6-3, 4-6, 6-2     |                |
| 2001      | Copa Ericsson Argentina               | Federico Browne Ignacio Hirigoyen               | Gastón Etlis Martín Rodríguez                | 6-4, 7-66         |                |
| 2002-2003 | Pas de tournoi                        | Pas de tournoi                                  | Pas de tournoi                               | Pas de tournoi    | Pas de tournoi |
| 2004      | Copa Petrobras                        | Enzo Artoni Ignacio González King               | Victor Ioniță Gabriel Moraru                 | 7-5, 6-3          |                |
| 2005      | Copa Petrobras                        | Lucas Arnold Ker Sebastián Prieto               | Rubén Ramírez Hidalgo Santiago Ventura       | 6-0, 6-4          |                |
| 2006      | Copa Petrobras                        | Andre Ghem Flavio Saretta                       | Tomas Behrend Marcel Granollers              | 6-1, 6-4          |                |
| 2007      | Copa Petrobras                        | Marcelo Melo Sebastián Prieto                   | Brian Dabul Máximo González                  | 6-1, 7-6          |                |
| 2008      | Copa Petrobras                        | Máximo González Sebastián Prieto                | Thomaz Bellucci Rubén Ramírez Hidalgo        | 7-5, 6-3          |                |
| 2009      | Copa Petrobras                        | Brian Dabul Sergio Roitman                      | Lucas Arnold Ker Máximo González             | 64-7, 6-0, 10-8   |                |
| 2010_1    | Copa Petrobras                        | Carlos Berlocq Brian Dabul                      | Jorge Aguilar Federico Delbonis              | 6-3, 6-2          |                |
| 2010_2    | Copa Topper                           | Carlos Berlocq Brian Dabul                      | Andrés Molteni Guido Pella                   | 7-64, 6-3         |                |
| 2011      | Copa Topper                           | Carlos Berlocq Eduardo Schwank                  | Marcel Felder Jaroslav Pospíšil              | 61-7, 6-4, [10-7] |                |
| 2012      | Copa Topper                           | Martín Alund Horacio Zeballos                   | Facundo Argüello Agustín Velotti             | 7-66, 6-2         |                |
| 2013      | Copa Topper                           | Máximo González Diego Schwartzman               | Rogério Dutra Silva André Ghem               | 6-3, 7-5          |                |
| 2014      | Pas de tournoi                        | Pas de tournoi                                  | Pas de tournoi                               | Pas de tournoi    | Pas de tournoi |
| 2015      | Copa Fila                             | Julio Peralta Horacio Zeballos                  | Guido Andreozzi Lucas Arnold Ker             | 6-2, 7-5          |                |
| 2016_1    | Racket Club Open                      | Facundo Bagnis Máximo González                  | Sergio Galdós Christian Lindell              | 6-1, 6-2          |                |
| 2016_2    | Copa Fila                             | Julio Peralta Horacio Zeballos                  | Sergio Galdós Fernando Romboli               | 7-65, 7-61        |                |
| 2017      | Copa San Cristobal Fila               | Ariel Behar Fabiano de Paula                    | Máximo González Fabrício Neis                | 7-63, 5-7, [10-8] |                |
| 2018      | Challenger de Buenos Aires            | Guido Andreozzi Guillermo Durán                 | Marcelo Demoliner Andrés Molteni             | 6-4, 4-6, [10-3]  |                |
| 2019      | Challenger de Buenos Aires            | Guido Andreozzi Andrés Molteni                  | Hugo Dellien Federico Zeballos               | 63-7, 6-2, [10-1] |                |
| 2020      | Édition annulée                       | Édition annulée                                 | Édition annulée                              | Édition annulée   |                |
| 2021      | Challenger de Buenos Aires            | Luciano Darderi Juan Bautista Torres            | Hernán Casanova Santiago Rodríguez Taverna   | 7-65, 7-610       |                |
| 2022_1    | Challenger Dove Men+Care TC Argentino | Arklon Huertas del Pino Conner Huertas del Pino | Matías Franco Descotte Alejo Lingua Lavallén | 7-5, 4-6, [11-9]  |                |
| 2022_2    | Challenger de Buenos Aires            | Guido Andreozzi Guillermo Durán                 | Román Andrés Burruchaga Facundo Díaz Acosta  | 6-0, 7-5          |                |